# Vírus da parotidite infecciosa
O vírus da parotidite infecciosa, denominado popularmente vírus da caxumba (português brasileiro) ou vírus da papeira (português europeu), é um paramixovírus, agente causador da caxumba/papeira/parotidite infecciosa, uma doença frequente na infância, caracterizada por inchaço das glândulas salivares (especialmente da parótidas) e outros tecidos epiteliais, e altamente infecciosa na parte da garganta.

## Transmissão
A infecção é restrita aos seres humanos e transmitida por contato direto, por gotículas de saliva no ar (tosse/espirro) ou objetos contaminados (copos, talheres ou batom). O número de casos está diminuindo muito no mundo todo graças à vacinação universal. Aparecem surtos a cada 2 a 7 anos entre os não imunizados, mesmo em países desenvolvidos.

## Prevenção
Pode ser evitada com duas doses de vacina, recomendadas aos 12-16 meses e aos 4-6 anos (eficácia de cerca de 85%). A vacina reduziu o número de casos anuais em 99% nos países com vacinação universal. Aparecem surtos a cada 3 a 6 anos entre crianças em idade escolar e idosos que não foram vacinados ou não desenvolveram imunidade.

## Morfologia
O vírus da papeira é um vírus ARN de cadeia simples de sentido negativo, do gênero Rubulavirus, esférico ou oval, com envoltura e com cerca de 200 nm de diâmetro. Ele contém uma cadeia linear com 15 mil nucleótidos de comprimento. Possui 12 subtipos: A, B, C, D, F, G, H, I, J, K, L e N.
Pode ser diagnosticado com PCR ou ELISA indireto de IgM específico.

## Patologias
Além de caxumba/papeira/parotidite infecciosa, também pode resultar raramente em complicações como aborto, surdez, pancreatite, orquite (inflamação dos testículos), ooforite (inflamação dos ovários), mastite (inflamação das mamas), encefalite (inflamação do cérebro) ou meningite asséptica (inflamação das meninges). Raramente pode causar infertilidade.